# Specie di Cinnamomum
Elenco delle specie del genere Cinnamomum

## A

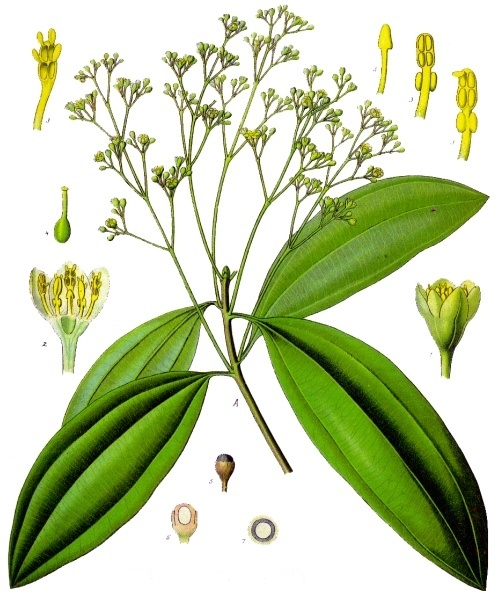
Cinnamomum aromaticum

- Cinnamomum agasthyamalayanum Robi, Sujanapal & Udayan
- Cinnamomum alatum Lukman.
- Cinnamomum alibertii Lukman.
- Cinnamomum altissimum Kosterm.
- Cinnamomum anacardium Kosterm.
- Cinnamomum andersonii Lukman.
- Cinnamomum angustifolium Lukman.
- Cinnamomum angustitepalum Kosterm.
- Cinnamomum appelianum Schewe
- Cinnamomum archboldianum C.K.Allen
- Cinnamomum arfakense Kosterm.
- Cinnamomum aromaticum Nees
- Cinnamomum asomicum S.C.Nath & Baruah
- Cinnamomum assamicum Lukman.
- Cinnamomum aubletii Lukman.
- Cinnamomum aureofulvum Gamble
- Cinnamomum austrosinense H.T.Chang
- Cinnamomum austroyunnanense H.W.Li

## B

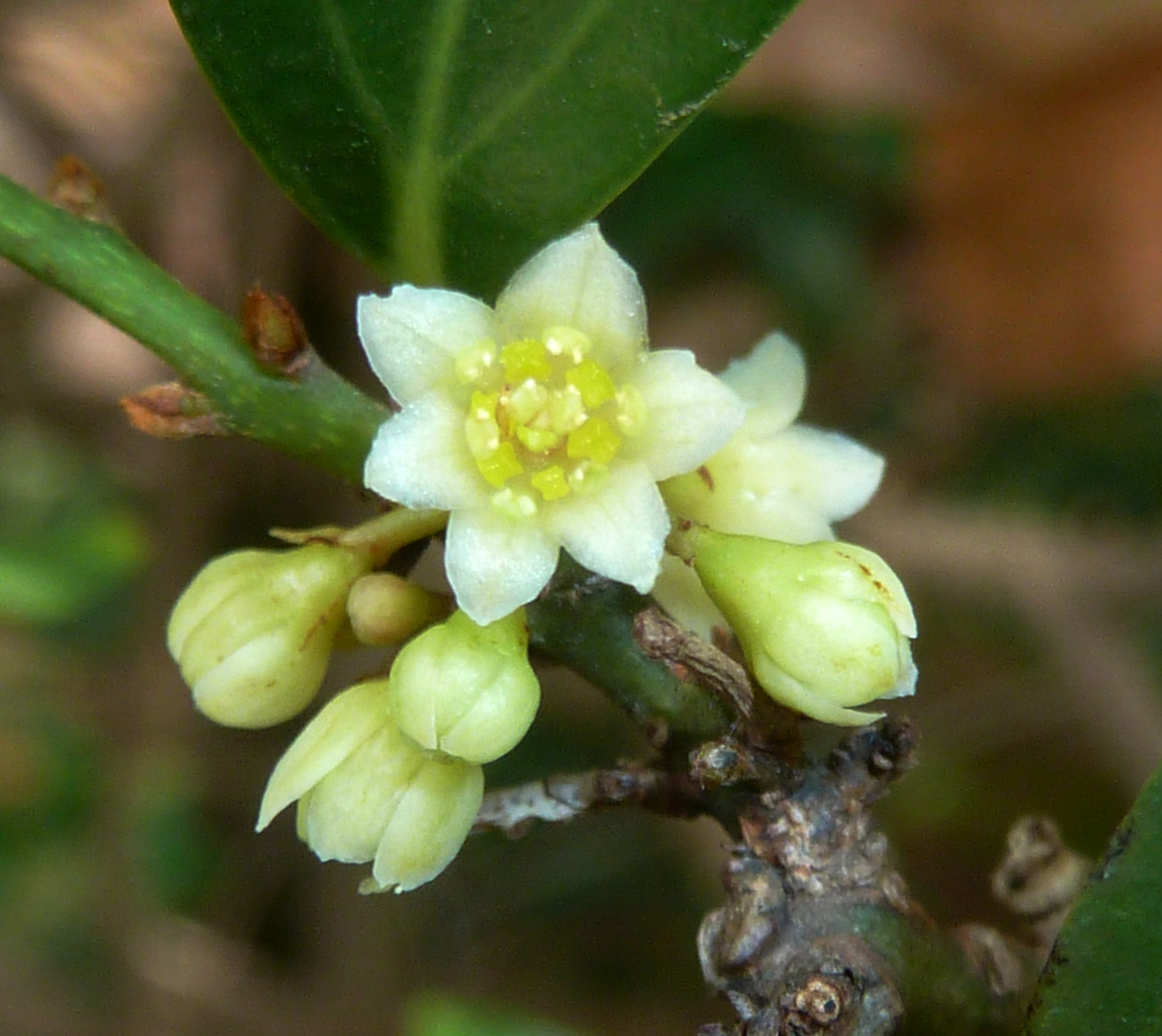
Cinnamomum burmanni

- Cinnamomum baileyanum (F.Muell. ex F.M.Bailey) Francis
- Cinnamomum balansae Lecomte
- Cinnamomum bamoense Lukman.
- Cinnamomum beccarii Lukman.
- Cinnamomum bejolghota (Buch.-Ham.) Sweet
- Cinnamomum bhamoensis M.Gangop.
- Cinnamomum bhaskarii M.Gangop.
- Cinnamomum birmanicum Kosterm.
- Cinnamomum bishnupadae M.Gangop.
- Cinnamomum blandfordii M.Gangop.
- Cinnamomum blumei Lukman.
- Cinnamomum bodinieri H.Lév.
- Cinnamomum bokorense Tagane & Yahara
- Cinnamomum bonii Lecomte
- Cinnamomum brachythyrsum J.Li
- Cinnamomum burmanni (Nees & T.Nees) Blume

## C
- Cinnamomum calcareum Y.K.Li
- Cinnamomum calciphilum Kosterm.
- Cinnamomum calleryi Lukman.
- Cinnamomum cambodianum Lecomte
- Cinnamomum camphora (L.) J.Presl
- Cinnamomum capparu-coronde Blume
- Cinnamomum carrierei Lukman.

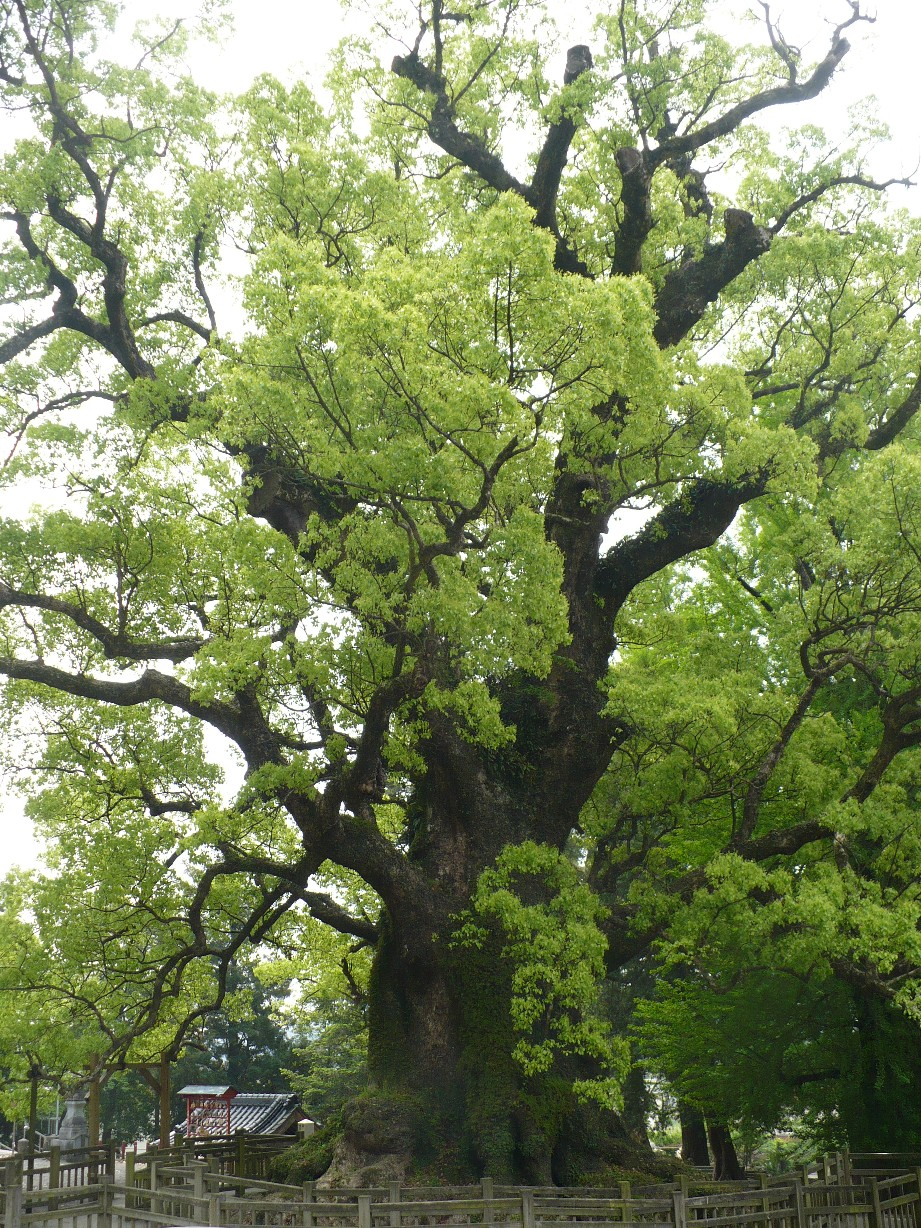
Cinnamomum camphora

- Cinnamomum caryophyllus (Lour.) S.Moore
- Cinnamomum cebuense Kosterm.
- Cinnamomum celebicum Miq.
- Cinnamomum chago B.S.Sun & H.L.Zhao
- Cinnamomum champokianum Baruah & S.C.Nath
- Cinnamomum chantinii Lukman.
- Cinnamomum chartophyllum H.W.Li
- Cinnamomum chemungianum M.Mohanan & A.N.Henry
- Cinnamomum citriodorum Thwaites
- Cinnamomum clemensii C.K.Allen
- Cinnamomum contractum H.W.Li
- Cinnamomum cordatum Kosterm.
- Cinnamomum corneri Kosterm.
- Cinnamomum crassinervium Miq.
- Cinnamomum crenulicupulum Kosterm.
- Cinnamomum culilaban (L.) J. Presl
- Cinnamomum cupulatum Kosterm.
- Cinnamomum curvifolium (Lam.) Nees
- Cinnamomum cuspidatum Miq.

## D
- Cinnamomum daphnoides Siebold & Zucc.
- Cinnamomum decaisnei Lukman.
- Cinnamomum decourtilzii Lukman.
- Cinnamomum degeneri C.K.Allen
- Cinnamomum deschampsii Gamble
- Cinnamomum dimorphandrum Yahara & Tagane
- Cinnamomum doederleinii Engl.
- Cinnamomum dominii (H.Lév.) C.F.Ji
- Cinnamomum dubium Nees
- Cinnamomum × durifruticeticola Hatus.

## E
- Cinnamomum ebaloi Kosterm.
- Cinnamomum ellipticifolium Kosterm.
- Cinnamomum englerianum Schewe
- Cinnamomum eugenoliferum Kosterm.

## F
- Cinnamomum filipedicellatum Kosterm.
- Cinnamomum fitianum (Meisn.) A.C.Sm.
- Cinnamomum foveolatum (Merr.) H.W.Li & J.Li
- Cinnamomum frodinii Kosterm.

## G

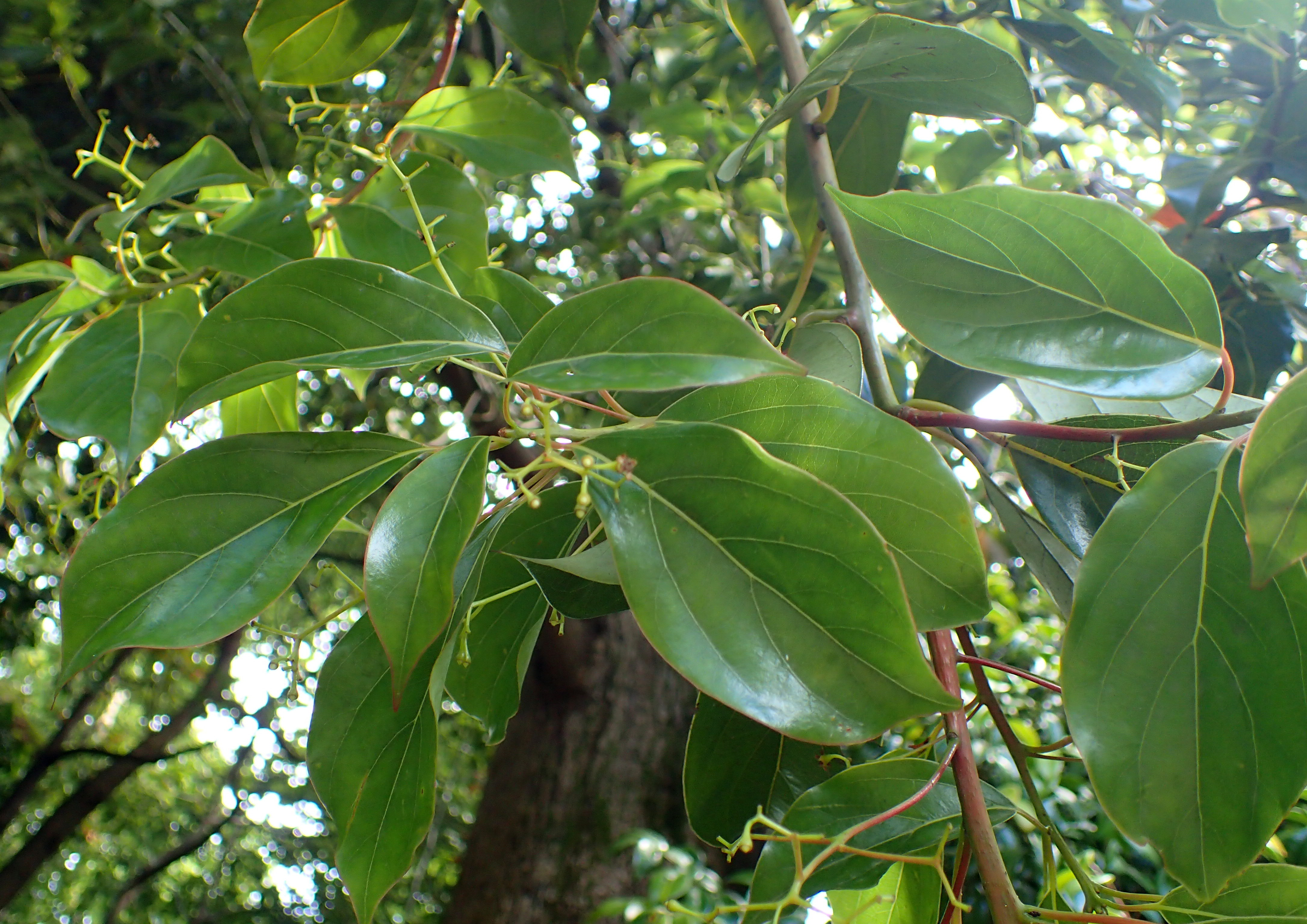
Cinnamomum glanduliferum

- Cinnamomum gamblei Geethakum., Deepu & Pandur.
- Cinnamomum gaudichaudii Lukman.
- Cinnamomum glanduliferum (Wall.) Meisn.
- Cinnamomum glaucescens (Nees) Hand.-Mazz.
- Cinnamomum glauciphyllum Kosterm.
- Cinnamomum goaense Kosterm.
- Cinnamomum gracillimum Kosterm.
- Cinnamomum grandiflorum Kosterm.

## H
- Cinnamomum helferi Lukman.
- Cinnamomum heyneanum Nees
- Cinnamomum hkinlumense Kosterm.
- Cinnamomum hookeri Lukman.

## I
- Cinnamomum ilicioides A.Chev.
- Cinnamomum impressinervium Meisn.
- Cinnamomum iners Reinw. ex Blume

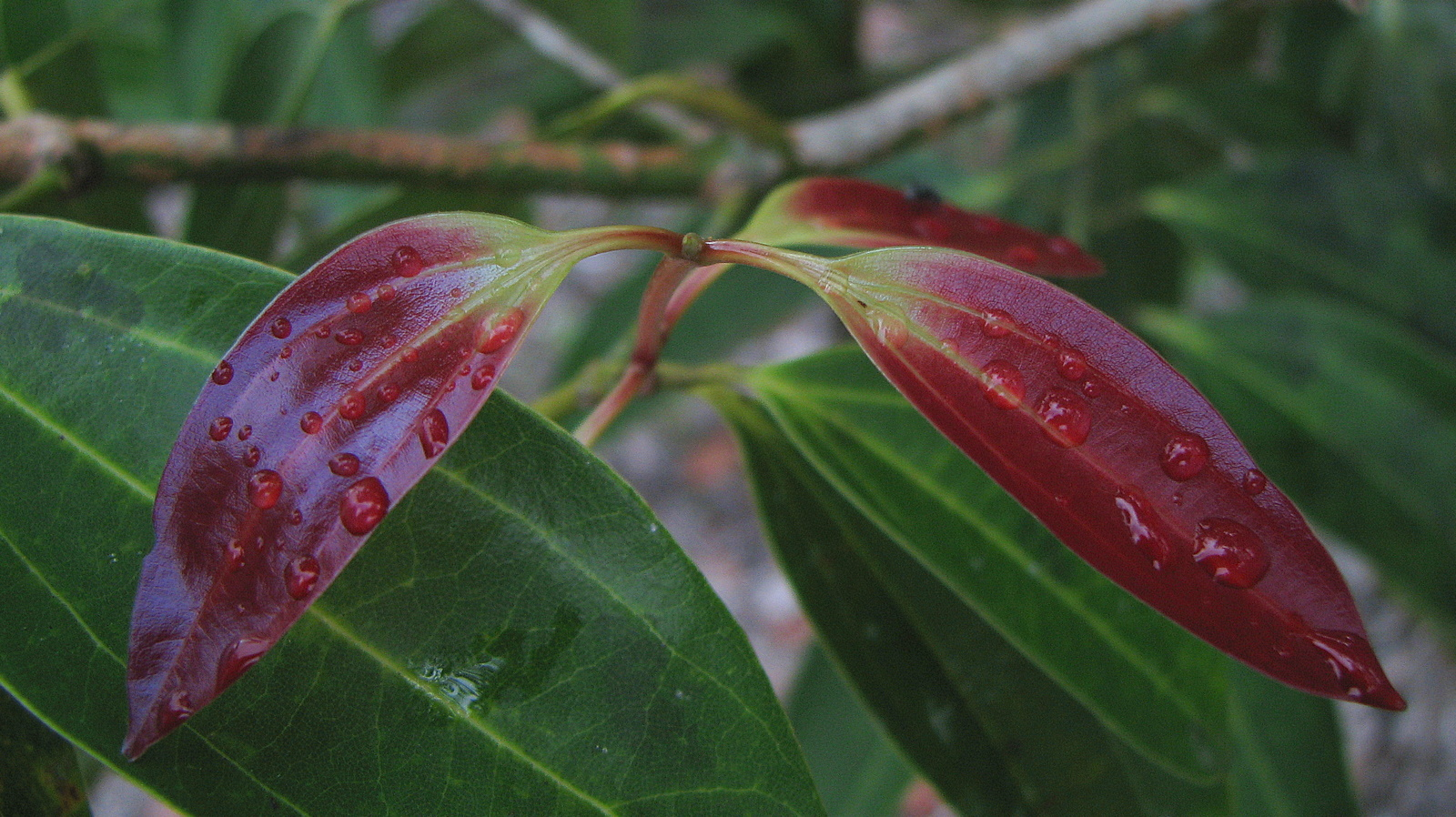
Cinnamomum iners

- Cinnamomum insularimontanum Hayata

## J
- Cinnamomum javanicum Blume
- Cinnamomum jensenianum Hand.-Mazz.

## K
- Cinnamomum kalbaricum Doweld
- Cinnamomum kami Kosterm.
- Cinnamomum keralaense Kosterm.
- Cinnamomum kerangas Kosterm.
- Cinnamomum kerrii Kosterm.
- Cinnamomum kinabaluense Heine
- Cinnamomum kingdon-wardii Kosterm.
- Cinnamomum kotoense Kaneh. & Sasaki
- Cinnamomum kunstleri Ridl.
- Cinnamomum kwangtungense Merr.

## L
- Cinnamomum lanaoense Kosterm.
- Cinnamomum lanuginosum Kosterm.
- Cinnamomum laubatii F.Muell.
- Cinnamomum lawang Kosterm.
- Cinnamomum ledermannii Schewe
- Cinnamomum liangii C.K.Allen
- Cinnamomum ligneum Lukman.
- Cinnamomum lineatum Kosterm.
- Cinnamomum lioui C.K.Allen
- Cinnamomum litsaeifolium Thwaites
- Cinnamomum loheri Merr.
- Cinnamomum lohitensis M.Gangop.

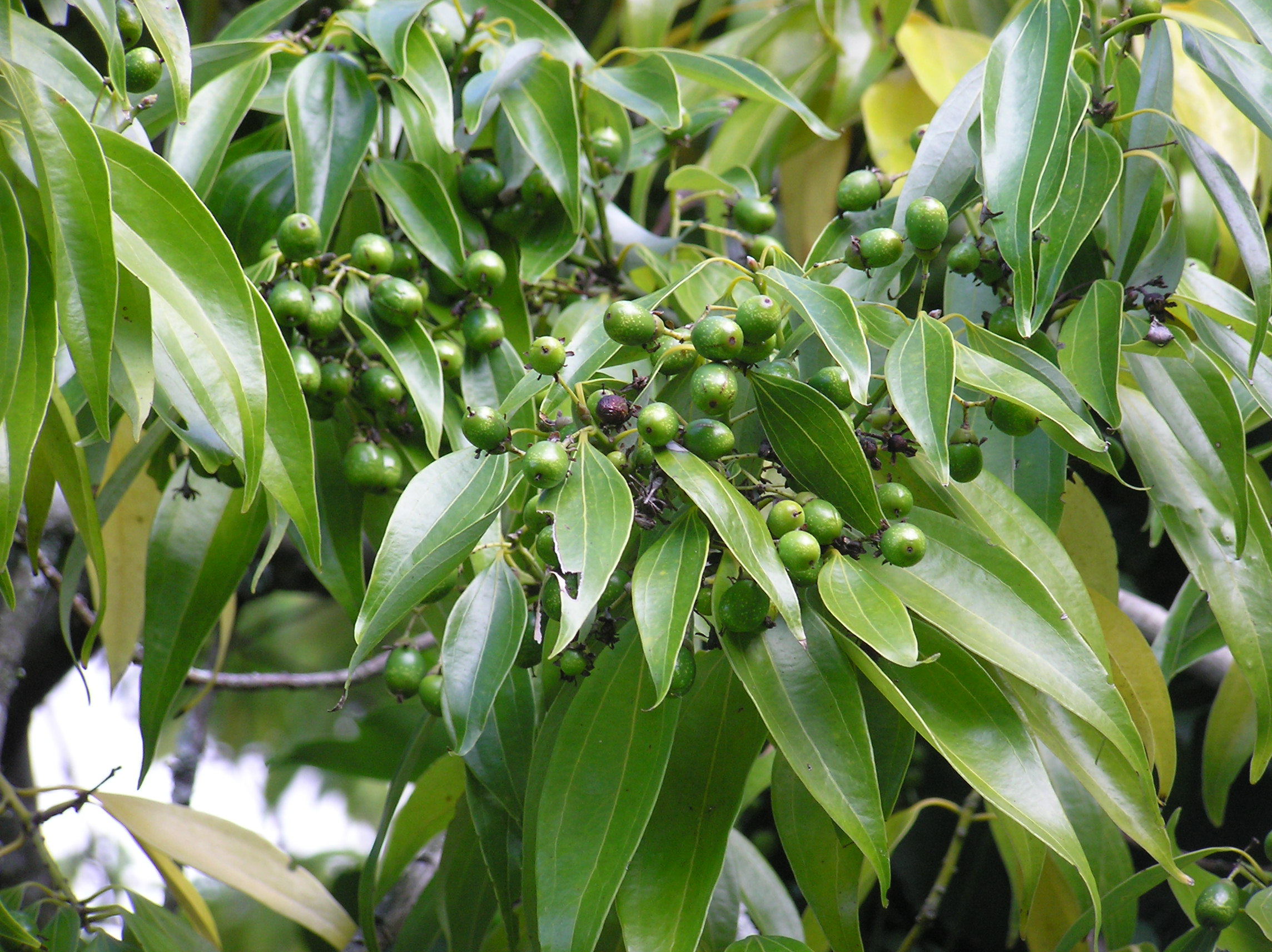
Cinnamomum loureiroi

- Cinnamomum longepaniculatum (Gamble) N.Chao ex H.W.Li
- Cinnamomum longipedicellatum Kosterm.
- Cinnamomum longipes (I.M.Johnst.) Kosterm.
- Cinnamomum longipetiolatum H.W.Li
- Cinnamomum loureiroi Nees
- Cinnamomum lucens Miq.

## M
- Cinnamomum macrocarpum Hook.f.
- Cinnamomum macrophyllum Miq.
- Cinnamomum mairei H.Lév.

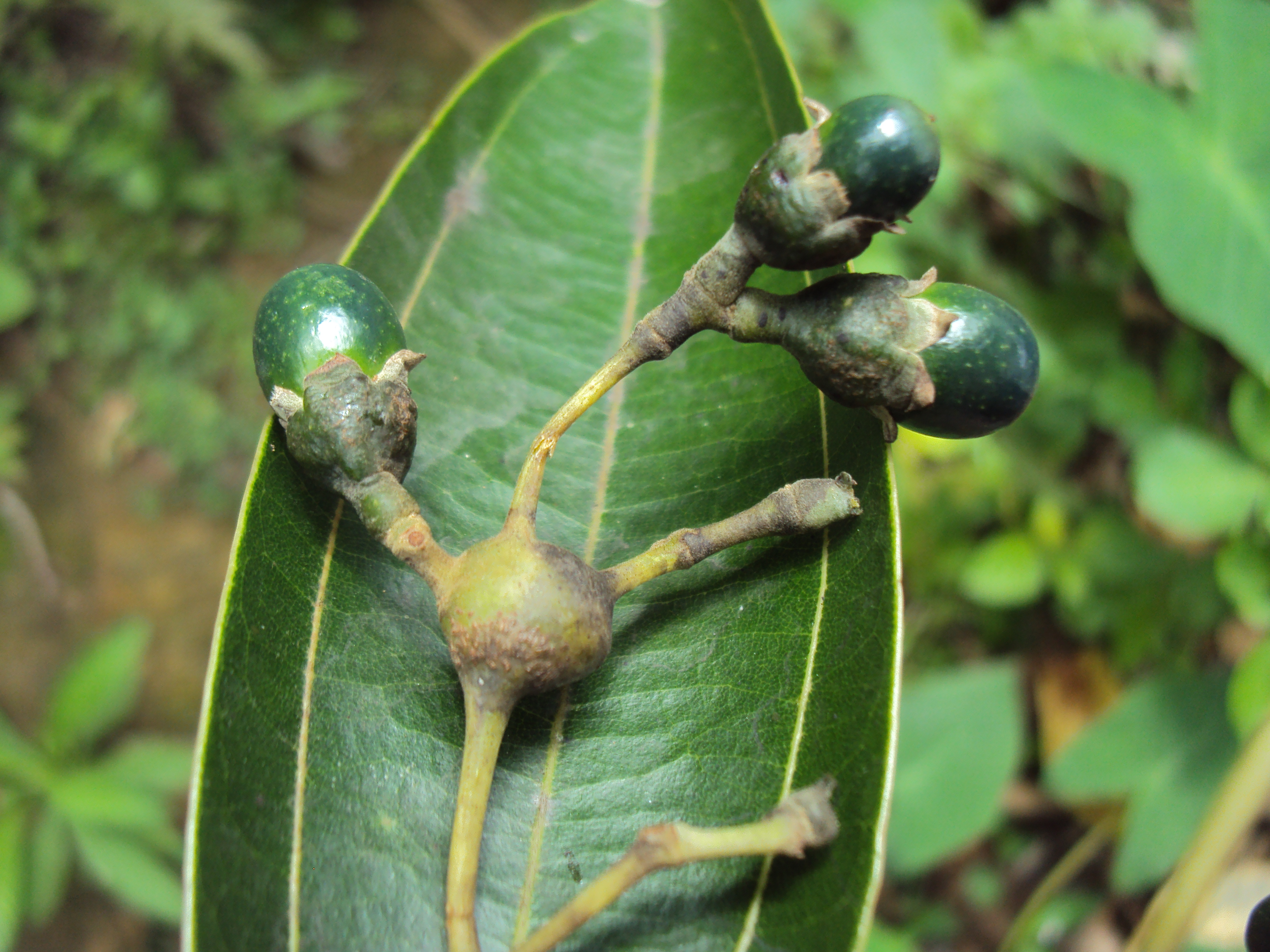
Cinnamomum malabatrum

- Cinnamomum malabatrum (Burm.f.) J.Presl
- Cinnamomum melliodorum Kosterm.
- Cinnamomum mendozae Kosterm.
- Cinnamomum mercadoi S.Vidal
- Cinnamomum merrillianum C.K.Allen
- Cinnamomum micranthum (Hayata) Hayata
- Cinnamomum microphyllum Ridl.
- Cinnamomum migao H.W.Li
- Cinnamomum mohanense Gangapr., S.P.Mathew & R.Jagad.
- Cinnamomum mollifolium H.W.Li
- Cinnamomum mollissimum Hook.f.
- Cinnamomum myrianthum Merr.

## N
- Cinnamomum nalingway Kosterm.
- Cinnamomum nanophyllum Kosterm.
- Cinnamomum neesii Lukman.
- Cinnamomum nilagiricum Geethakum., Pandur. & Deepu
- Cinnamomum novae-britanniae Kosterm.

## O

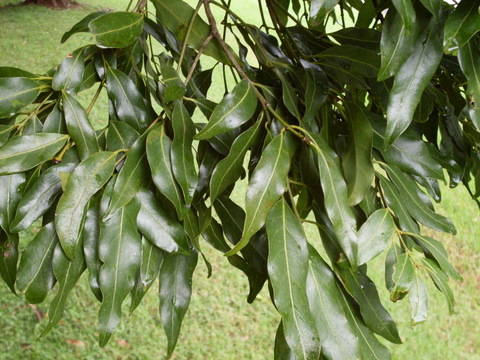
Cinnamomum oliveri

- Cinnamomum oblongum Kosterm.
- Cinnamomum obscurum Meisn.
- Cinnamomum oliveri F.M.Bailey
- Cinnamomum osmophloeum Kaneh.
- Cinnamomum ovalauense Kosterm.
- Cinnamomum ovalifolium Wight

## P
- Cinnamomum pachypes Kosterm.
- Cinnamomum pachyphyllum Kosterm.
- Cinnamomum paiei Kosterm.
- Cinnamomum pallidum Gillespie
- Cinnamomum panayense Kosterm.
- Cinnamomum paraneuron Miq.

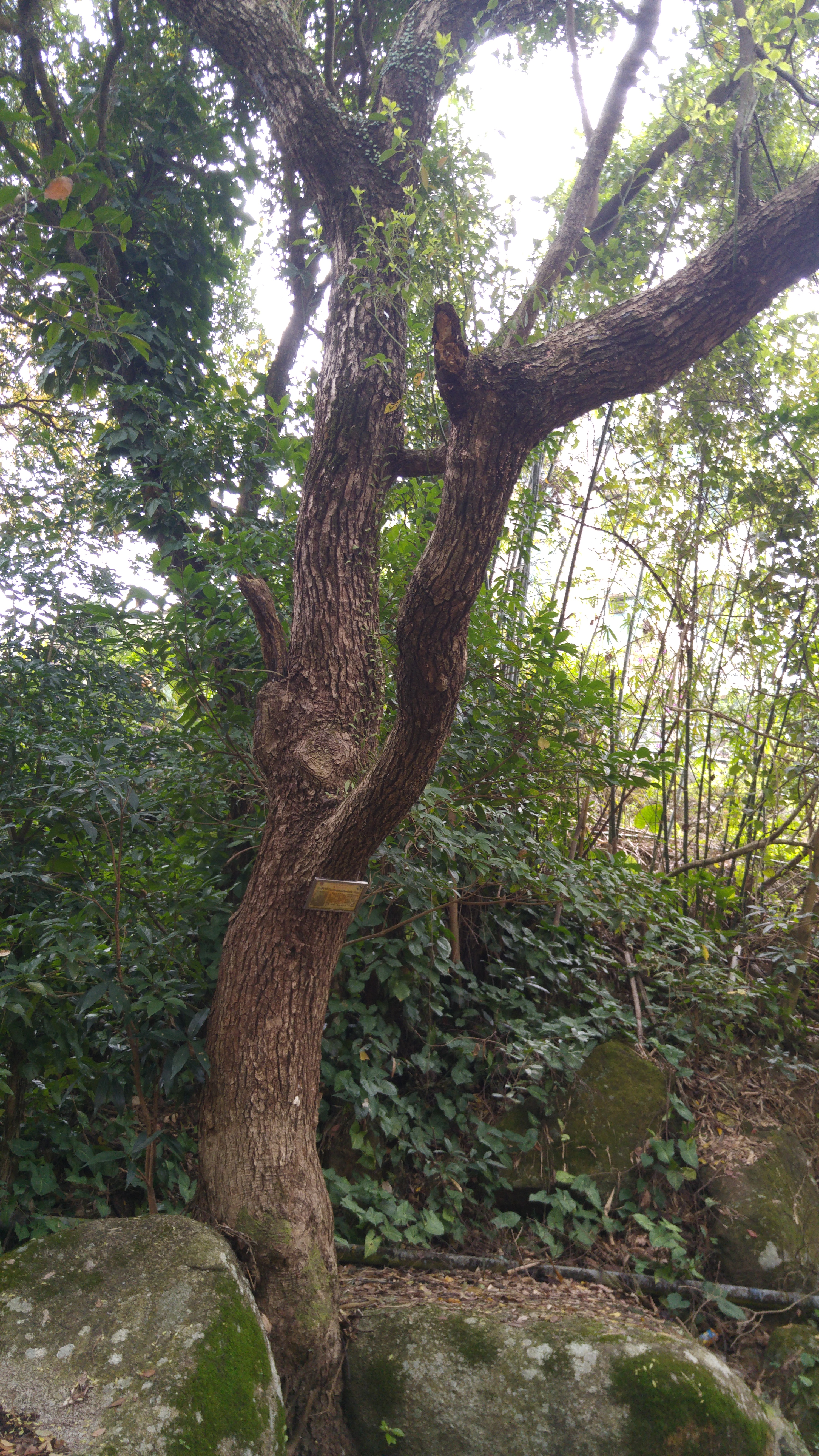
Cinnamomum parthenoxylon

- Cinnamomum parthenoxylon (Jack) Meisn.
- Cinnamomum pedatinervium Meisn.
- Cinnamomum pendulum Cammerl.
- Cinnamomum percoriaceum Kosterm.
- Cinnamomum perglabrum Kosterm.
- Cinnamomum perrottetii Meisn.
- Cinnamomum petiolatum Kosterm.
- Cinnamomum philippinense (Merr.) C.E.Chang
- Cinnamomum pilosum Cammerl.
- Cinnamomum pingbienense H.W.Li
- Cinnamomum piniodorum Schewe
- Cinnamomum pittosporoides Hand.-Mazz.
- Cinnamomum platyphyllum (Diels) C.K.Allen
- Cinnamomum podagricum Kosterm.
- Cinnamomum polderi Kosterm.
- Cinnamomum politum Miq.
- Cinnamomum polyadelphum (Lour.) Kosterm.
- Cinnamomum porphyrospermum Kosterm.
- Cinnamomum propinquum F.M.Bailey
- Cinnamomum pseudopedunculatum Hayata
- Cinnamomum puberulum Ridl.

## R

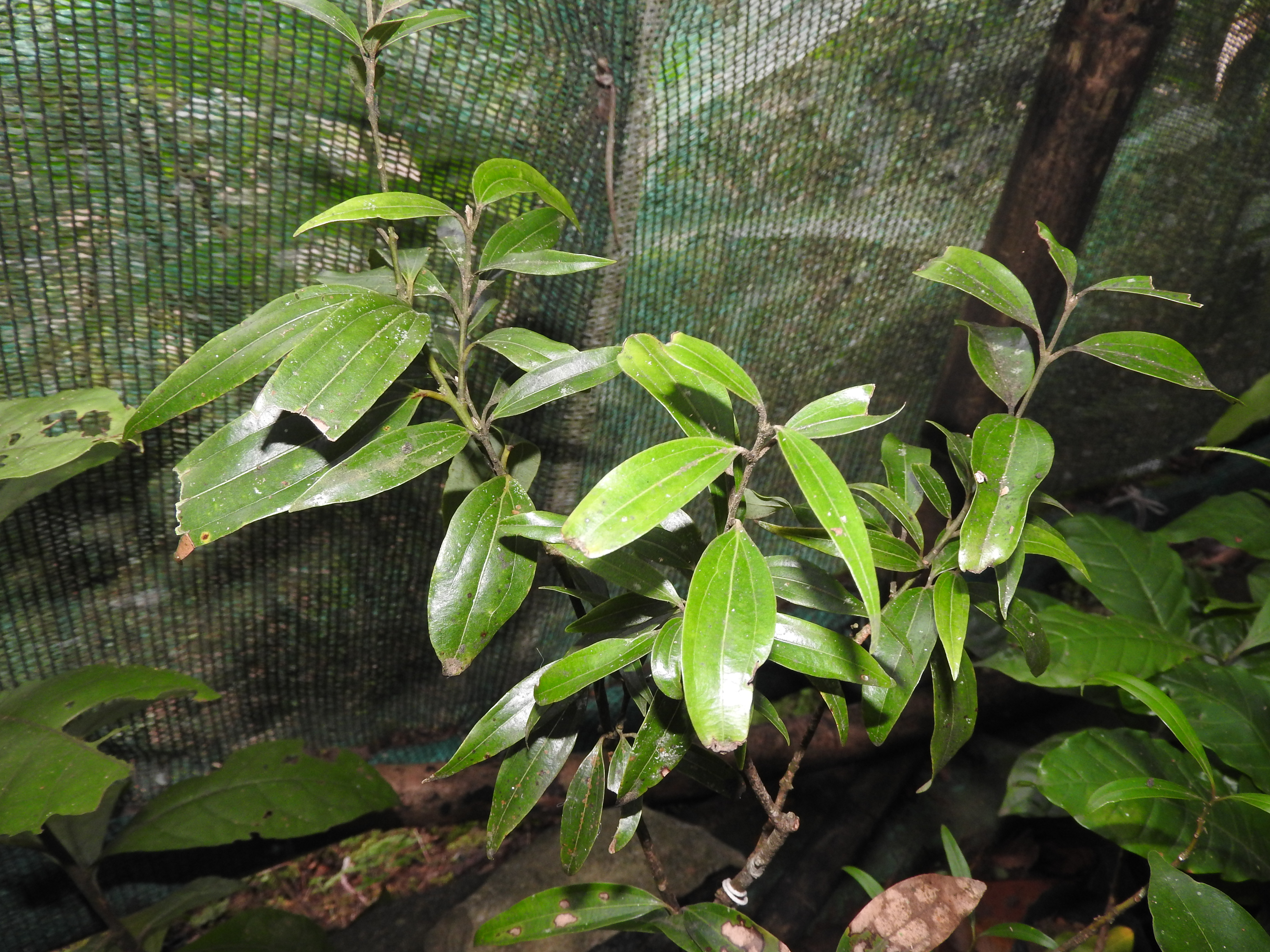
Cinnamomum riparium

- Cinnamomum racemosum Kosterm.
- Cinnamomum reticulatum Hayata
- Cinnamomum rhynchophyllum Miq.
- Cinnamomum rigidissimum H.T.Chang
- Cinnamomum rigidum Gillespie
- Cinnamomum riparium Gamble
- Cinnamomum rivulorum Kosterm.
- Cinnamomum rosiflorum Kosterm.
- Cinnamomum rosselianum Kosterm.
- Cinnamomum rufotomentosum K.M.Lan
- Cinnamomum rumphii Lukman.
- Cinnamomum rupestre Kosterm.

## S
- Cinnamomum sancti-caroli Kosterm.
- Cinnamomum sandkuhlii Merr.
- Cinnamomum sanjappae M.Gangop.
- Cinnamomum saxatile H.W.Li
- Cinnamomum scortechinii Gamble

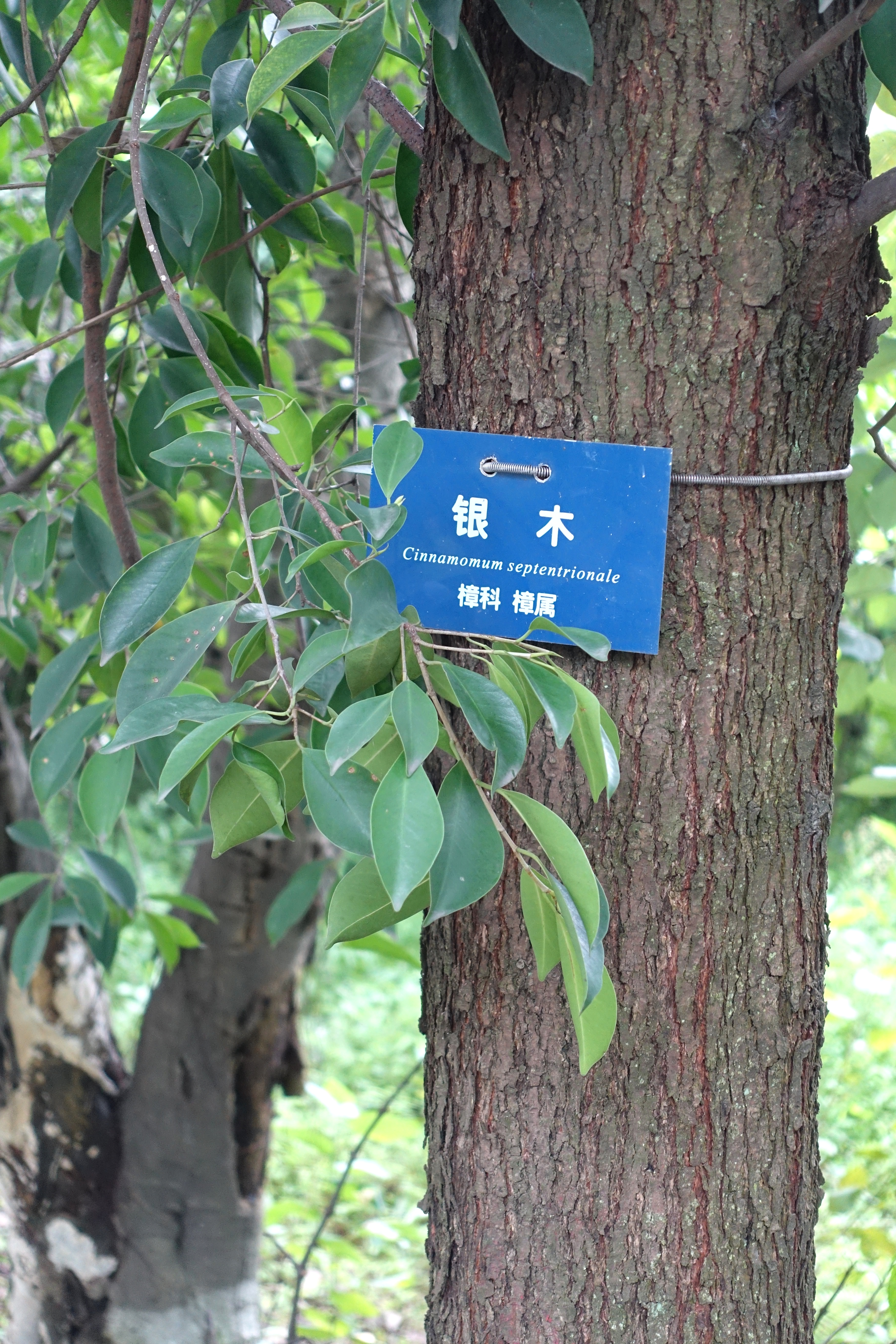
Cinnamomum septentrionale

- Cinnamomum selangorense (Ridl.) de Kok
- Cinnamomum septentrionale Hand.-Mazz.
- Cinnamomum sericans Hance
- Cinnamomum sessilifolium Kaneh.
- Cinnamomum siamense Craib
- Cinnamomum sieboldii Meisn.
- Cinnamomum sinharajaense Kosterm.
- Cinnamomum sintoc Blume
- Cinnamomum sleumeri Kosterm.
- Cinnamomum solomonense C.K.Allen
- Cinnamomum splendens Kosterm.
- Cinnamomum spurium Blume ex Lukman.
- Cinnamomum suaveolens Lukman.
- Cinnamomum subaveniopsis Kosterm.
- Cinnamomum subavenium Miq.
- Cinnamomum sublanuginosum Kosterm.
- Cinnamomum subsericeum Kosterm.
- Cinnamomum subtetrapterum Miq.
- Cinnamomum subtriplinervium (Meisn.) Kosterm.
- Cinnamomum sulavesianum Kosterm.
- Cinnamomum sulphuratum Nees
- Cinnamomum sumatranum Meisn.
- Cinnamomum suvrae M.Gangop.
- Cinnamomum szechuanense Yen C.Yang

## T
- Cinnamomum tahijanum Kosterm.
- Cinnamomum talawaense Kosterm.

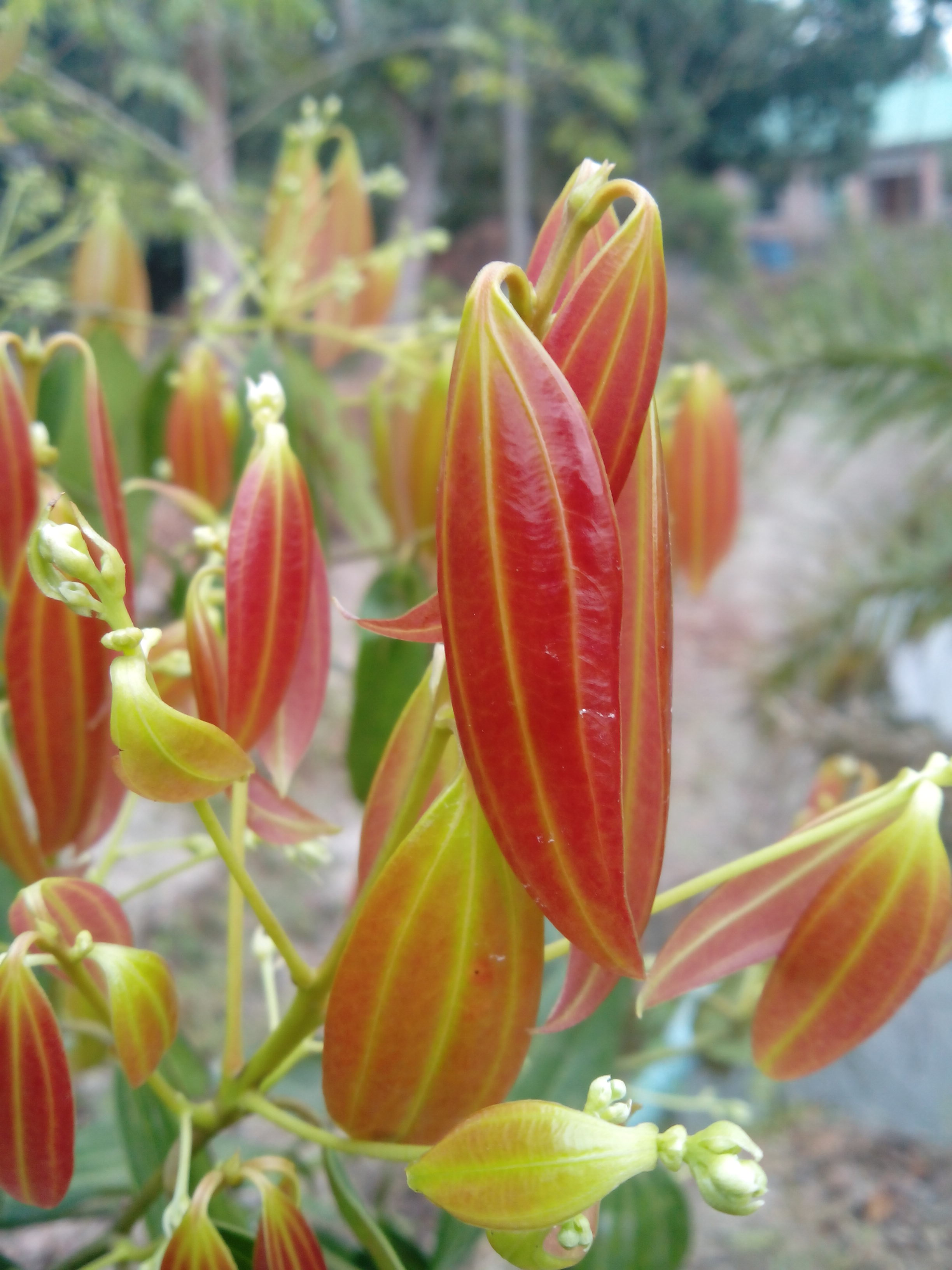
Cinnamomum tamala

- Cinnamomum tamala (Buch.-Ham.) T.Nees & Eberm.
- Cinnamomum tavoyanum Meisn.
- Cinnamomum tazia (Buch.-Ham.) Kosterm. ex M.Gangop.
- Cinnamomum tenuifolium (Makino) Sugim.
- Cinnamomum tenuipile Kosterm.
- Cinnamomum tetragonum A.Chev.
- Cinnamomum thorelii Lecomte
- Cinnamomum travancoricum Gamble
- Cinnamomum trichophyllum Quisumb. & Merr.
- Cinnamomum trinervatum Yen C.Yang
- Cinnamomum trintaense Kosterm.
- Cinnamomum tsangii Merr.
- Cinnamomum tsoi C.K.Allen

## U
- Cinnamomum utile Kosterm.

## V

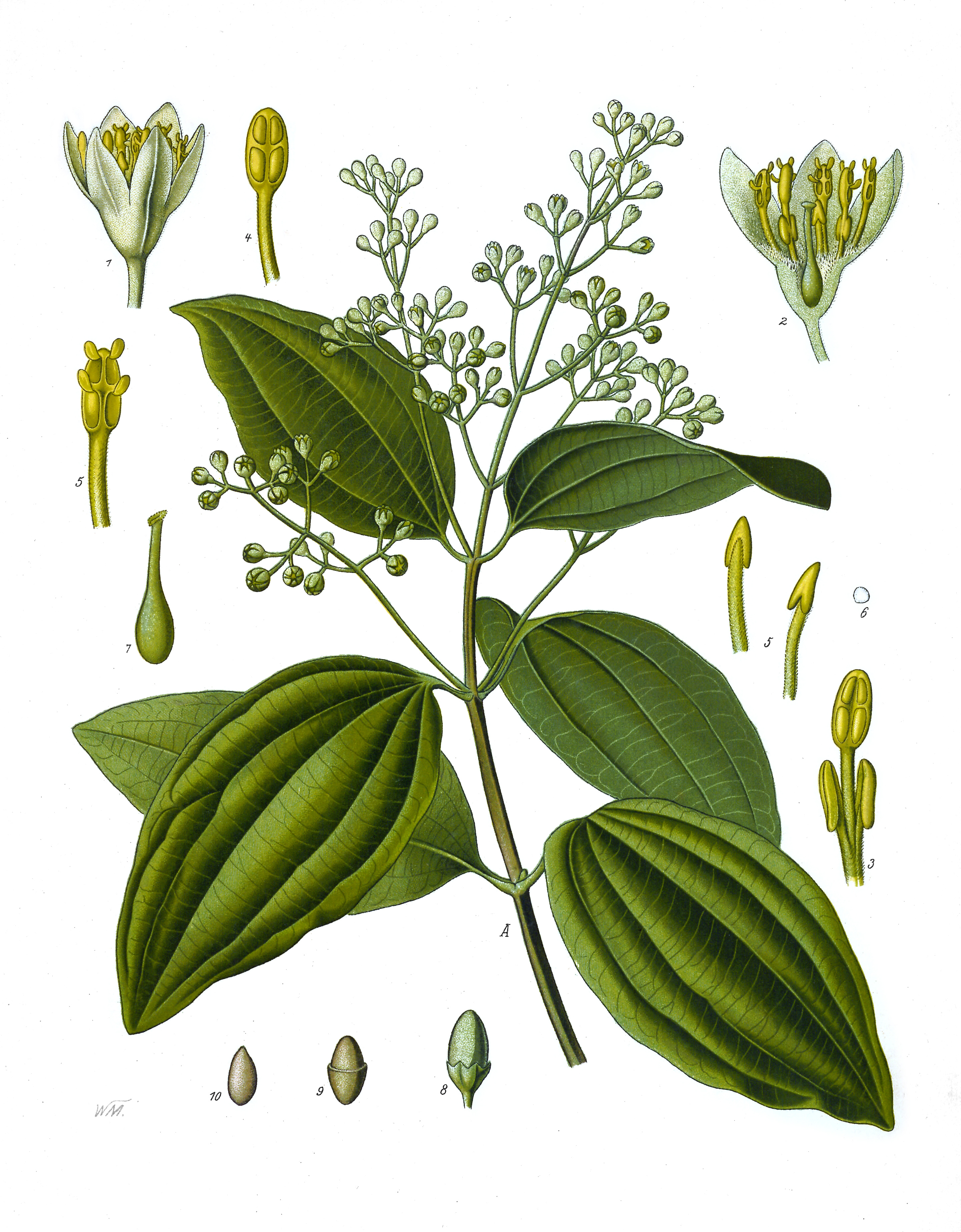
Cinnamomum verum

- Cinnamomum vacciniifolium Kosterm.
- Cinnamomum validinerve Hance
- Cinnamomum verum J.Presl
- Cinnamomum villosulum S.Lee & F.N.Wei
- Cinnamomum vimineum Nees
- Cinnamomum virens R.T.Baker
- Cinnamomum vitiense Kosterm.

## W
- Cinnamomum walaiwarense Kosterm.
- Cinnamomum wightii Meisn.
- Cinnamomum wilsonii Gamble
- Cinnamomum woulfei Kosterm.

## X
- Cinnamomum xanthoneurum Blume

## Y
- Cinnamomum yabunikkei H.Ohba